# 앙리 뒤카르
앙리 뒤카르(프랑스어: Henri Ducard)는 배트맨 시리즈 세계관의 등장인물이다. 샘 햄이 창조한 캐릭터로, 디텍티브 코믹스 통권 제588호(1989년 4월호)에 처음 등장했다. 영화 《배트맨 비긴즈》에서는 리엄 니슨이 배역을 맡아 연기했다.

## 상세
브루스 웨인이 젊어서 세상을 방랑하다가 프랑스 파리에서 뒤카르를 만나 그에게 훈련을 받았다. 당시 뒤카르는 탁월한 인물추적능력을 지닌 꽤 이름난 사립탐정이었고, 자신의 기술 대부분을 젊은 브루스 웨인에게 가르쳐 준다.
나중에 뒤카르가 용병이며, 법의 편에 서서 일하는 만큼 범죄의 편에 서서 일하는 경우도 많다는 것이 밝혀진다. 뒤카르는 배트맨의 정체를 추리해 내지만 혼자서만 알고 있는데, 자신과 자신의 고객들이 저지르는 대규모 범죄로부터 세간의 이목을 분산시키기에 배트맨이 쓸모가 있다고 여겼기 때문이다.
로빈 역시 브루스 웨인이 파리에서 그랬던 것처럼 뒤카르를 만난 적이 있다. 다만 브루스와 달리 로빈은 뒤카르에게 사사받은 것은 아니고 수련여행 막바지에 홍콩에서 지나치듯이 조우했을 뿐이다.
《수어사이드 스쿼드》에도 잠깐 얼굴을 비춘다.